# Hotel Mövenpick de Ramala
El Hotel Mövenpick de Ramala es un hotel de cinco estrellas situado en Ramala en Cisjordania, Palestina. La construcción tuvo un costo de $ 42,5 millones. El hotel fue concebido por primera vez en la década de 1990, pero se retrasó debido a la agitación política que siguió. La construcción comenzó en 2000 y se terminó 10 años más tarde, en noviembre de 2010. El progreso se vio obstaculizado por las dificultades y los retrasos relativos a la importación de mercancías en el territorio de Israel. Contiene cinco restaurantes y bares, con 171 habitaciones, incluyendo dos suites presidenciales, una amplia gama de instalaciones para banquetes de lujo y salas de conferencias, una piscina climatizada al aire libre y gimnasio.